# Alberto de Monsaraz
Alberto de Monsaraz (Lisboa, 28 de febrero de 1889-Lisboa, 23 de enero de 1959) fue un literato, poeta y político portugués, militante del Integralismo Lusitano y, posteriormente, del Nacional Sindicalismo. Ostentó el título nobiliario de conde de Monsaraz.

## Biografía
Nacido en el número 7 de la lisboeta calle de Vítor Cordon el 28 de febrero de 1889, entró a la universidad en el curso 1906-1907, desarrollando estudios de derecho en la Universidad de Coímbra, donde entró en contacto con otros futuros integrantes del Integralismo Lusitano, un movimiento antiliberal.
Tras la proclamación de la Primera República se asentó en Francia. De vuelta en Portugal, fue miembro destacado de la primera generación de integralistas lusitanos, junto a figuras como António Sardinha, José Hipólito Raposo, Luís de Almeida Braga, José Pequito Rebelo,  Francisco Rolão Preto o Alfredo Pimenta. Fue director de la revista Nação Portuguesa, órgano de expresión del integralismo.
Insurgente monárquico participante de la conjura realista de Monsanto contra la República en enero de 1919, resultó gravemente herido. Exiliado de nuevo en París, se interesaría el fascismo italiano. Dirigente a comienzos de la década de 1930 del llamado Nacional Sindicalismo junto a Rolão Preto, sucedió a Albino Neves de Costa como secretario general de la organización a comienzos de 1933. Marcado de cerca por las autoridades del Estado Novo, fue arrestado el 21 de mayo de 1934, y finalmente expulsado del país en dicho año; se exilió en España; retornó a Portugal en 1936.
Falleció en Lisboa el 23 de enero de 1959.

## Obras
- —— (1909) Romper d' Alva[13]
- —— (1911) Sol Criador[13]
- —— (1920) Da Saudade e do Amor.[6]
- —— (1945) Altura Solar.[14]
- —— (1946) Respiração Mental.[14]
- —— (1958)  No Centenário de Lourdes.[1]